# ديفيد نيفن
ديفيد نيفن (بالإنجليزية: David Niven)‏ (مواليد 1 مارس 1910 - الوفاة 29 يوليو 1983) هو ممثل بريطاني بدأ مسيرته الفنية عام 1932 , كما أنه فاز في عام 1959 بجائزة الأوسكار لأفضل ممثل وجائزة غولدن غلوب عن فيلم طاولات منفصلة.

## روابط خارجية
- ديفيد نيفن على موقع IMDb (الإنجليزية)
- ديفيد نيفن على موقع الموسوعة البريطانية (الإنجليزية)
- ديفيد نيفن على موقع روتن توميتوز (الإنجليزية)
- ديفيد نيفن على موقع مونزينجر (الألمانية)
- ديفيد نيفن على موقع ألو سيني (الفرنسية)
- ديفيد نيفن على موقع ميوزك برينز (الإنجليزية)
- ديفيد نيفن على موقع تيرنر كلاسيك موفيز (الإنجليزية)
- ديفيد نيفن على موقع أول موفي (الإنجليزية)
- ديفيد نيفن على موقع قاعدة بيانات برودواي على الإنترنت (الإنجليزية)
- ديفيد نيفن على موقع قاعدة بيانات الأفلام السويدية (السويدية)